# 小田木望
小田木 望（おだぎ のぞみ、1968年2月14日 - ）は、日本の女性モデル、歌手。愛称は、のぞりん。茨城県出身。

## 略歴
- 広告カメラマンである両親の手伝い程度に、4歳から広告モデルをしていた。
- 15歳から本格的にモデルとして活動。多数のCM、雑誌、ポスターなどに起用される（当時の芸名は真木のぞみ、雅望）。
- 1997年、サウンドプロデューサーに井上鑑を迎え、エイベックスより歌手デビュー。アルバム3枚、シングル1枚を発表。他アーティスト作品にも3枚参加。アルバムにはピーター・ガブリエルバンドのギタリスト、ディビッド・ローズも楽曲提供&コーラス・ギターで参加している。
- イメージコンサルタント越智由美とともに、輝く女性のためのイベント、セミナーなどを主催するユニット「fem.」を結成。都内の高級会員制クラブなどで開催されるロングドレスパーティは度々メディアにも取り上げられている。
- タバコの害について様々な場所で訴え続けている[1]。

## 出演

### CM
- レナウン「イエイエガール」（1987年）
- JR東日本「月イチ族の少女達シリーズ」
- マクドナルド
- ケンタッキーフライドチキン
- ロッテ
- 日本航空
- メルシャン
- 龍角散
- ホクレン農業協同組合連合会
- 寿がきや食品
- 東海ガス
- ライオン「Soft in 1」
- 牛乳石鹸

### 映画
- ビー・バップ・ハイスクール（1985年12月14日、東映）

### ショー
- 桂由美 ブライダルショー
- コムサ・デ・モード 着物ショー
- トヨタ自動車 レクサス・LSショー

## 作品

### アルバム
- Lykaris（リュカリス）（1997年）
- 睡蓮（1998年）
- 果樹園（1999年）

### シングル
- Horizonte / RU-KA（1997年）

### コマーシャルソング
- 味の素 - コマーシャルの最後に流れる「あしたのもと あじのもと」のジングル
- 三菱自動車「レグナム」
- 花王「ソフィーナ」
- ライコス

### その他
- プレイステーション用ゲーム「イバラード 〜ラピュタの孵る街〜」主題歌（1997年）
- フジテレビ系バラエティ『テクノマエストロ』主題歌（1998年）
- OVA『ハーロック・サーガ ニーベルングの指環』主題歌（1999年）
  - アウリフェア〜約束の地へ〜（前期エンディング）
  - ドゥルイド“樫の木の賢者”（後期エンディング）
- m-flo アルバム「EXPO EXPO」（2001年） - nozomix2000として参加